# Tuna Luso Brasileira
Maillots
Actualités
Dernière mise à jour : 14 avril 2020.
La Tuna Luso Brasileira (connue comme Tuna Luso ou juste Tuna) est un club sportif de Belém, capitale de l'état du Pará, fondé le 1er janvier 1903.
La Tuna Luso est historiquement la troisième plus grosse équipe de football du Pará, le sport où elle est le plus à l'aise, avec un total de 10 titres du championnat du Pará de football, et un titre de vainqueur de Série B (1985) et Série C (1992).

## Palmarès
- Championnat du Pará : 
  - Champion : 1937, 1938, 1941, 1948, 1951, 1955, 1958, 1970, 1983, 1988
- Championnat du Brésil de Série B :
  - Champion : 1985
- Championnat du Brésil de Série C :
  - Champion : 1992

## Joueurs
- Catégorie:Joueur du Tuna Luso Brasileira